# Drehquadrik
Eine Drehquadrik ist in der Mathematik eine Fläche im dreidimensionalen euklidischen Raum, welche sich durch spezielle Symmetrieeigenschaften auszeichnet. Sie lässt sich als Drehfläche zweiter Ordnung charakterisieren.
Drehquadriken gehören zu den Quadriken. Es sind die Überstreichungsflächen von rotierenden Kegelschnitten im dreidimensionalen Raum, also diejenigen Flächen, die überstrichen werden, wenn im dreidimensionalen Raum ein Kegelschnitt um eine seiner Symmetrieachsen rotiert.  Wie alle Quadriken lassen sie sich in kartesischen Koordinaten als Mengen von Nullstellen  einer quadratischen Gleichung verstehen.

## Klassifikation
Es werden folgende Typen von Drehquadriken unterschieden:

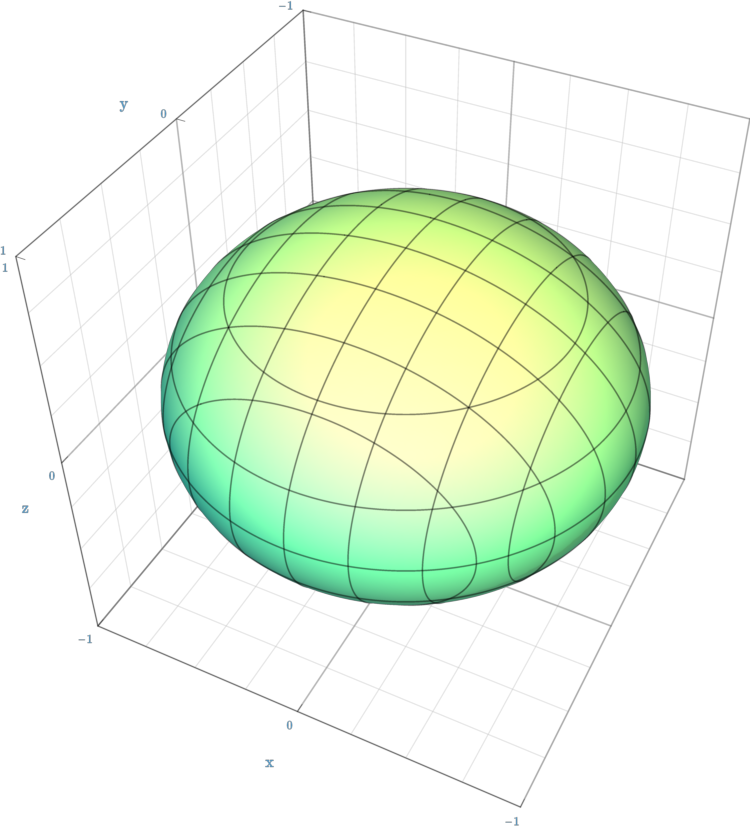
Rotationsellipsoid
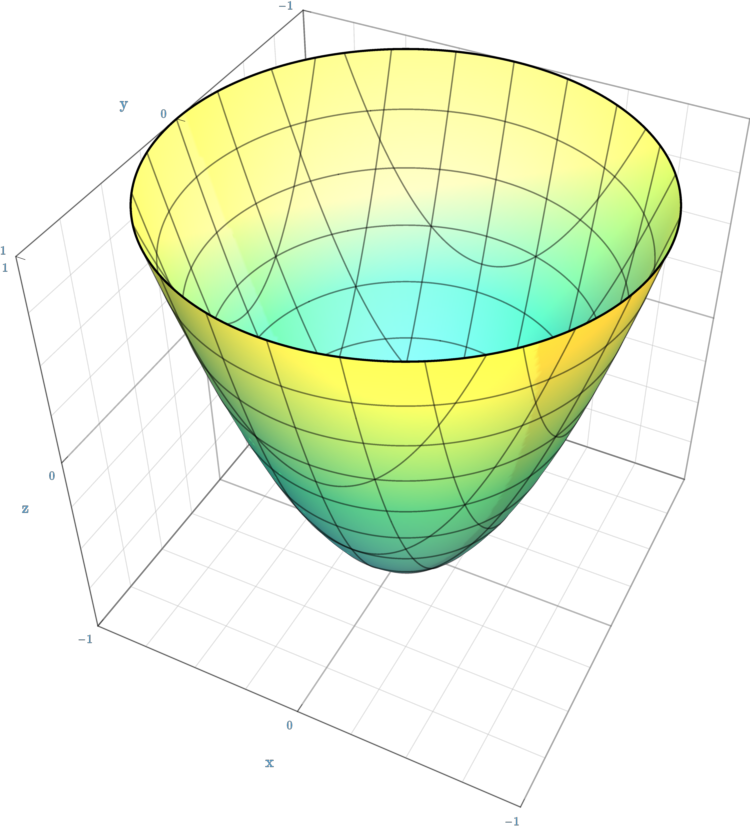
Rotationsparaboloid
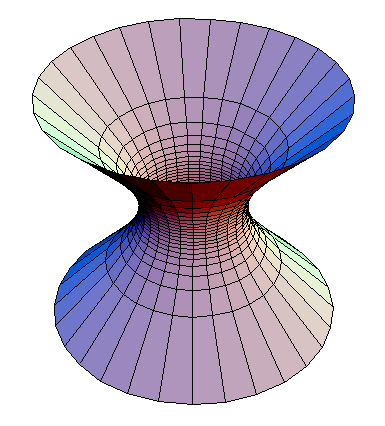
Einschaliges Rotationshyperboloid
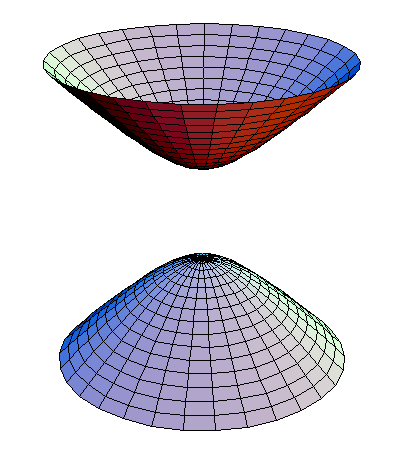
Zweischaliges Rotationshyperboloid
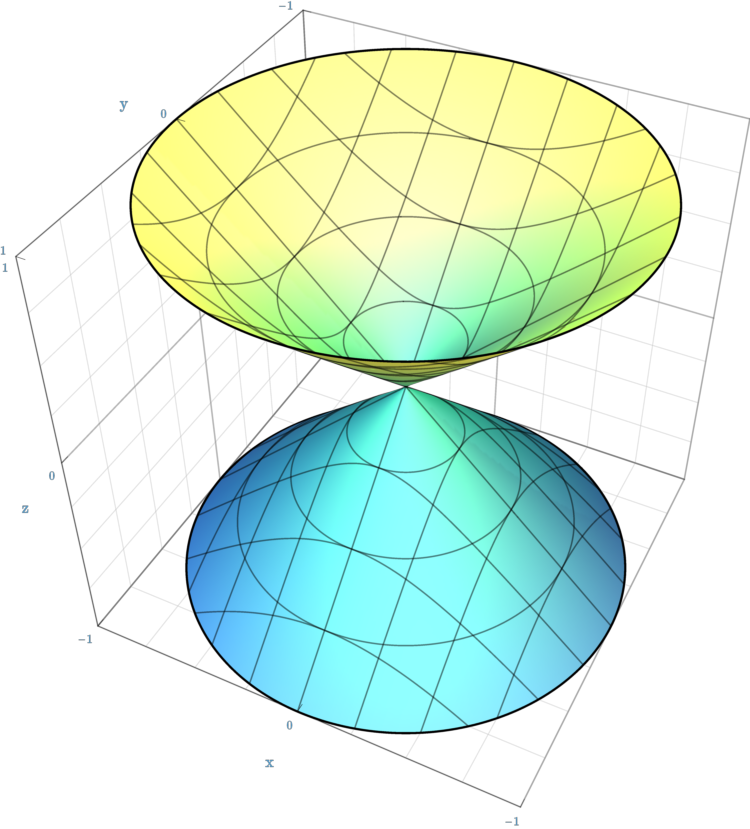
Kreiskegel
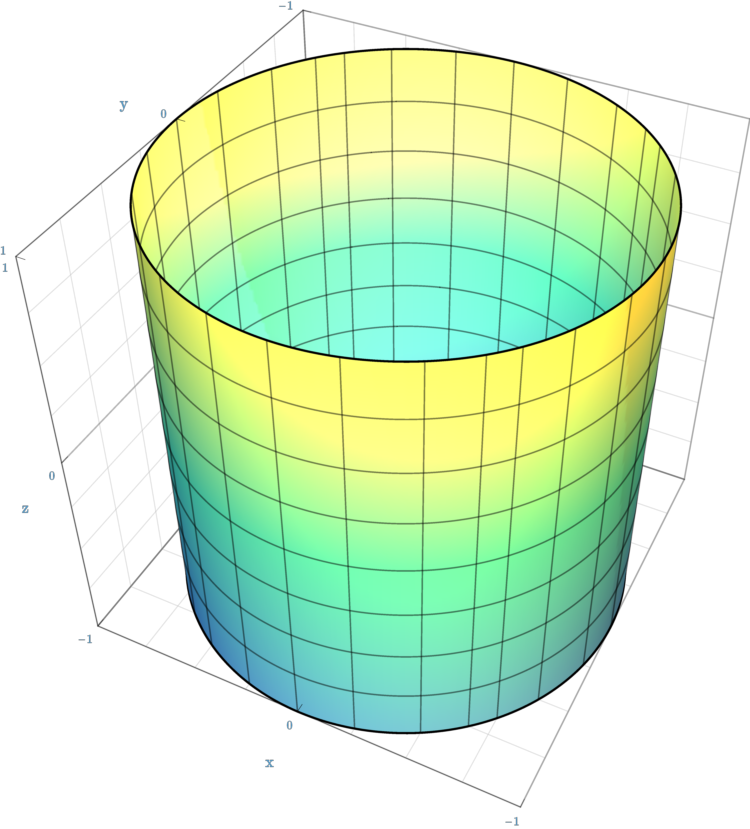
Kreiszylinder

Die beiden letzten Typen weisen Singularitäten auf.